# 安和之變
安和之變（日语：あんなのへん）是平安時代（安和2年；969年）所發生藤原氏打壓其他姓氏的事件，被密告謀反的左大臣源高明因此而失勢。

## 冷泉帝的繼位
967年（康保4年）5月25日村上天皇駕崩，東宮（皇太子）・憲平親王（冷泉天皇）繼位。任命關白太政大臣為藤原實賴、左大臣為源高明、右大臣為藤原師尹。由於冷泉天皇沒有皇子又一直在生病的狀態中，立下東宮成為當務之急。候補人選為村上天皇與皇后安子所生的皇子，即冷泉天皇的同母弟、為平親王與守平親王。較年長的為平親王被立為東宮是眾所期待並理所當然的事，但成為東宮的卻是守平親王。其原因是害怕左大臣源高明的權力過度擴張的藤原氏背後所操控。高明是為平親王的妃子的生父，若是為平親王成為東宮並在將來即皇位，源高明將會成為外戚把政。源高明為了得到村上天皇的信任，娶了皇后安子的妹為妻，取得了與時任右大臣的藤原師輔為岳父的姻戚關係，但在此時，村上天皇與藤原師輔已死，高明在宮中形同孤立。

## 密告謀反
969年（安和2年）3月25日、左馬助源滿仲與前武蔵介藤原善時密告中務少輔橘繁延與左兵衛大尉源連謀反。但密告不知為何卻牽扯到源高明。密告文送抵關白實賴那之後，實賴任命檢非違使待補橘繁延與僧侶蓮茂進行訊問。除此之外檢非違使源滿季（滿仲的弟弟）將前相模介藤原千晴（藤原秀郷之子）及其子久頼一起逮捕並監禁。

## 源高明的流放
最後以左大臣源高明密謀謀反為結論，太宰員外權帥決定下以流放的懲罰。並允許高明的長男・忠賢以出家留在京都的心願，最後源高明被流放到九州。
密告有功的源滿仲與藤原善時則是升官。左大臣由藤原師尹繼任、右大臣由大納言藤原在衡昇任。另外、橘繁延流放至土佐國、僧侶蓮茂流放至佐渡國、藤原千晴流放至隠岐國。
至此藤原秀郷家族從政治權力的中心消失。